# Роглець
Рогле́ць (болг. Роглец) — село у Видинській області Болгарії. Входить до складу общини Ружинці.

## Населення
За даними перепису населення 2011 року у селі проживали 27 осіб, усі — болгари.
Розподіл населення за віком у 2011 році:
Динаміка населення: